# China Open (теніс) 2005
China Open 2005 - чоловічий і жіночий тенісний турнір, що проходив у Пекіні (Китай). Належав до серії International в рамках Туру ATP 2005 і турнірів 2-ї категорії в рамках Туру WTA 2005Тур WTA.

## Фінальна частина

### Одиночний розряд, чоловіки
Рафаель Надаль —  Гільєрмо Кор'я, 5–7, 6–1, 6–2

### Одиночний розряд, жінки
Марія Кириленко —  Анна-Лена Гренефельд, 6–3, 6–4

### Парний розряд, чоловіки
Джастін Гімелстоб /  Натан Гілі —  Дмитро Турсунов /  Михайло Южний, 4–6, 6–3, 6–2

### Парний розряд, жінки
Нурія Льягостера Вівес /  Марія Венто-Кабчі —  Янь Цзи /  Чжен Цзє, 6–2, 6–4